# ロシア連邦道路M4
ロシア連邦道路 M4（ロシアれんぽうどうろM4、ロシア語: Федеральная автомобильная дорога М4 «Дон»）または連邦道路ドンは、ロシア連邦のモスクワとノヴォロシースクを結ぶロシア連邦道路である。モスクワ州、リペツク州、ヴォロネジ州、ロストフ州、クラスノダール地方、アディゲ共和国を経由する。総距離は1544km。モスクワからクラスノダールがE115号線、クラスノダールからドシュブガがE592号線、ドシュブガからノヴォロシースクがE97号線の一部である。

## 路線状況

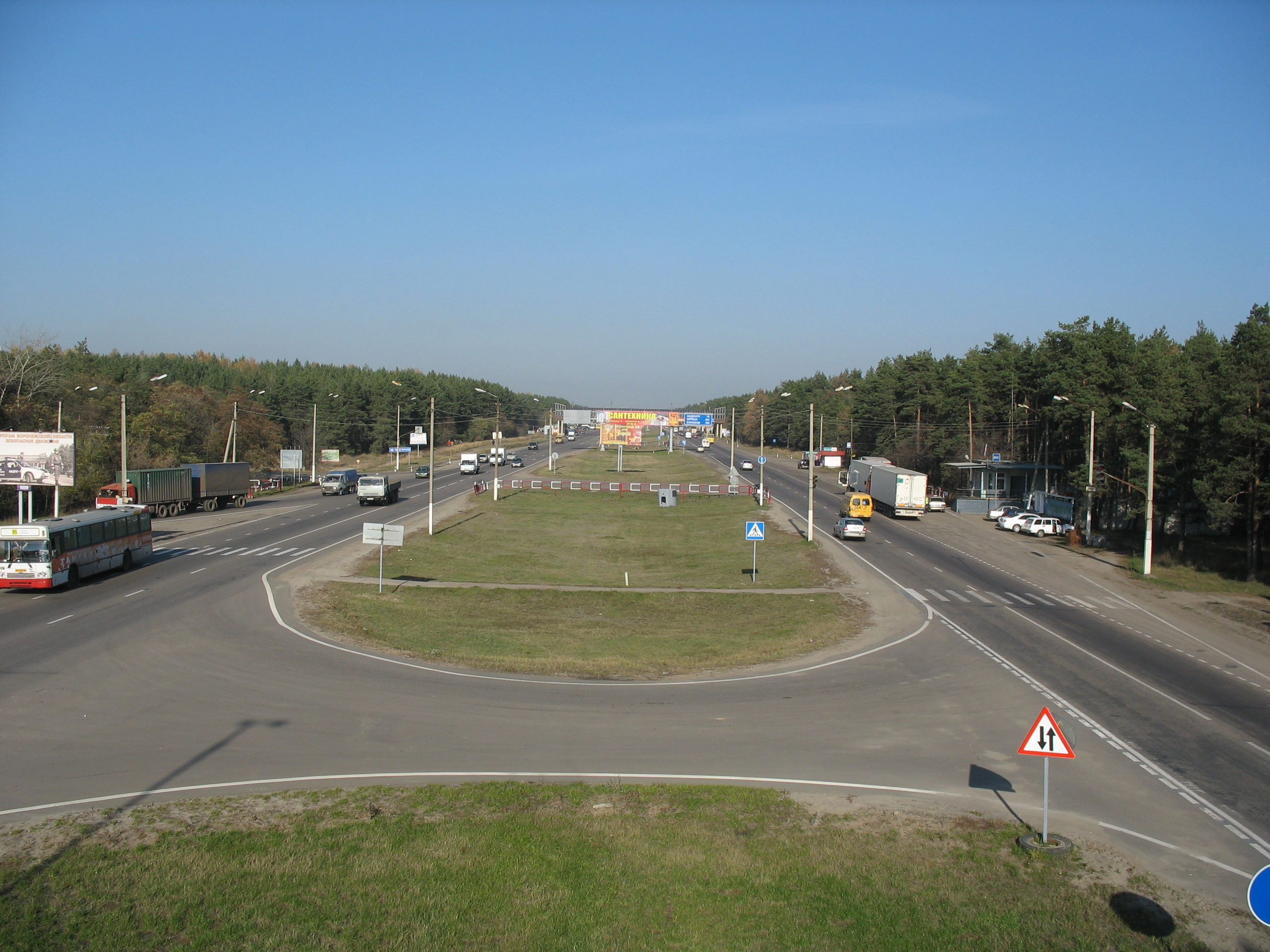
ヴォロネジ付近

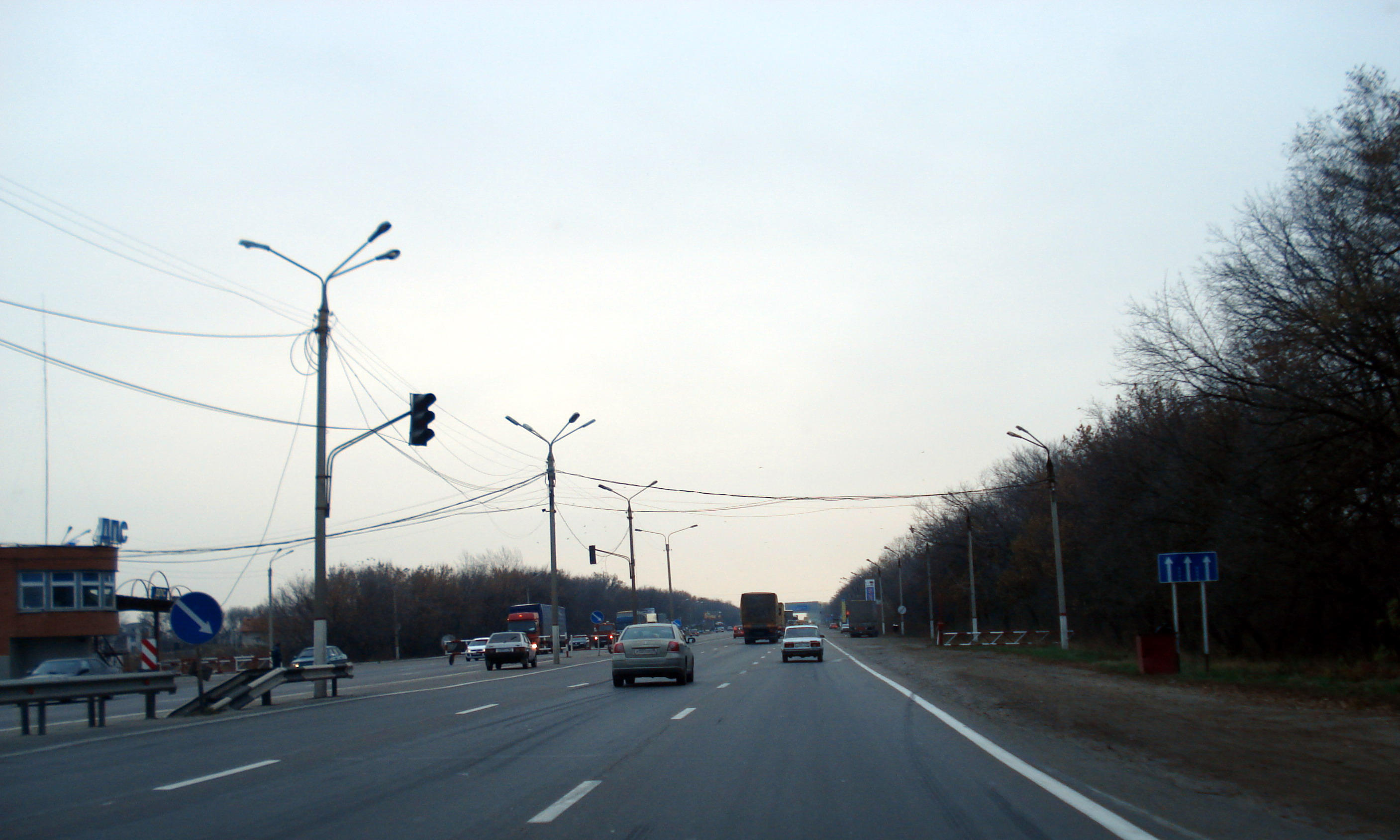
ヴォロネジ南東

道路はモスクワからノヴォロシースクまでの1544km。全線アスファルトまたはコンクリートで舗装されている。モスクワ環状道路とリペツク通りの交差点に始まり、ヴィドノエ、
ドモジェドヴォ、ドモジェドヴォ空港、カシーラと経由しスツピンでロシア連邦高速道路M6と分岐する。トゥーラ州に入るとヴェニョーフ、ノヴォモスコフスク、キレーエフ、スクウズロヴァヤ、ボゴロジツク、イェフレーモフなどを通りリペツク州に入りエレツなどを経由してヴォロネジ州に入る。ヴォロネジからいくつかの村を迂回するバイパスがパブロフスクへと延び、ロストフ州に入るとE40号線と別れロストフ・ナ・ドヌやバタイスクを経由しドン川をわたってサマーラを通ってクラスノダール地方に入る。パブロフスクでロシア連邦道路P217と分離しクラスノダールでロシア連邦道路A146と分離する。ドシュブガで東に行くロシア連邦道路M27と分離し西に向かい黒海に出る。ゲレンジークを通ってノヴォロシースクに着く。夏にはモスクワから黒海沿岸へ家族で車旅行する観光客で非常に混雑し、また南部地域からの毛皮や農産物のモスクワやサンクトペテルブルクへの出荷のトラックも多い。冬にはクラスノダール地方の山間部で悪天候になることが多く、2009年にはロストフ州でも雪が降り数日間交通が麻痺した。また、この地域は治安が悪く2014年には高速道路上で殺害された犠牲者の数が20人を超えた。道路に刺された鉄の棒や撒かれたトゲなどで車をパンクさせて停車させ発砲する手法やそれに類似した手法が多い。何人かは警察を呼ぶことに成功し生還している。
以下の区間は有料である。
- 48-71km モスクワ州
- 225-260km トゥーラ州
- 287-321km トゥーラ州
- 330-414km リペツク州
- 417-464km リペツク州

2020年までに有料区間はさらに増える予定である。